# Жданка (деревня)
Жданка — деревня в Богородицком районе Тульской области России.
В рамках административно-территориального устройства является центром Шахтёрского сельского округа Богородицкого района, в рамках организации местного самоуправления включается в Бегичевское сельское поселение.

## География
Расположена на юго-восточной границе города Богородицка, примыкая к его микрорайону Жданковский — бывшему посёлку городского типа, наименованному в 1952 году по названию этой деревни Жданка.

## Население
| 2002 | 2010 |
| ---- | ---- |
| 108  | ↘87  |